# Dressleria dodsoniana
Dressleria dodsoniana är en orkidéart som beskrevs av H.G.Hills. Dressleria dodsoniana ingår i släktet Dressleria och familjen orkidéer.
Artens utbredningsområde är Ecuador. Inga underarter finns listade i Catalogue of Life.